# And In This Corner…
And in This Corner... es el tercer álbum del dúo DJ Jazzy Jeff & The Fresh Prince. Llegó al puesto #39 en los EE. UU. 

## Lista de canciones
1. Then She Bit Me
2. I Think I Can Beat Mike Tyson
3. Jazzy's Groove
4. Everything That Glitters (Ain't Always Gold)
5. You Got It (Donut)
6. The Girlie Had a Mustache
7. Reverend
8. Who Stole My Car?
9. The Men of Your Dreams
10. Número Uno
11. Too Damn Hype
12. Jeff Waz on the Beat Box

- Datos: Q2846040